# Katsuya Eguchi
Katsuya Eguchi (江口 勝也?, Eguchi Katsuya; Tokyo, 7 aprile 1965) è un autore di videogiochi giapponese.
È produttore delle serie Animal Crossing, Wii Sports e Splatoon. Entrato in Nintendo nel 1986, il primo gioco a cui ha collaborato è stato Super Mario Bros. 3.